# Cinnyris comorensis
El suimanga de Anjuán (Cinnyris comorensis) es una especie de ave paseriforme de la familia Nectariniidae.

## Distribución y hábitat
Es endémica de Anjouan, en Comoras.